# Visitor (szczyt)
Visitor – szczyt w paśmie Visitor, w Górach Dynarskich, położony w Czarnogórze. Jest to najwyższy szczyt pasma Visitor. Góruje nad miejscowością Plav i jeziorem Plavsko Jezero.